# Hemibrycon
Hemibrycon es un género de peces de la familia Characidae en el  orden de los Characiformes.

## Especies
Hay más de 30 especies en este género:
- Hemibrycon beni (N. E. Pearson, 1924)
- Hemibrycon boquiae (C. H. Eigenmann, 1913)
- Hemibrycon brevispini (Román-Valencia & Arcila-Mesa, 2009)
- Hemibrycon cairoense (Román-Valencia & Arcila-Mesa, 2009)
- Hemibrycon carrilloi (Dahl, 1960)
- Hemibrycon colombianus (C. H. Eigenmann, 1914)
- Hemibrycon dariensis (Meek & Hildebrand, 1916)
- Hemibrycon decurrens (C. H. Eigenmann, 1913)
- Hemibrycon dentatus (C. H. Eigenmann, 1913)
- Hemibrycon divisorensis (Bertaco, L. R. Malabarba, Hidalgo & H. Ortega, 2007)
- Hemibrycon guppyi
- Hemibrycon helleri (C. H. Eigenmann, 1927)
- Hemibrycon huambonicus (Steindachner, 1882)
- Hemibrycon inambari (Bertaco & L. R. Malabarba, 2010)
- Hemibrycon jabonero (L. P. Schultz, 1944)
- Hemibrycon jelskii (Steindachner, 1877)
- Hemibrycon metae (G. S. Myers, 1930)
- Hemibrycon microformaa (Román-Valencia & Ruiz-Calderón, 2007)
- Hemibrycon mikrostiktos (Bertaco & L. R. Malabarba, 2010)
- Hemibrycon orcesi (J. E. Böhlke, 1958)
- Hemibrycon paez (Román-Valencia & Arcila-Mesa, 2010)
- Hemibrycon palomae (Román-Valencia, García-Alzate, Ruiz-Calderón & Taphorn, 2010)
- Hemibrycon pautensis
- Hemibrycon polyodon (Günther, 1864)
- Hemibrycon quindos (Román-Valencia & Arcila-Mesa, 2010)
- Hemibrycon rafaelense (Román-Valencia & Arcila-Mesa, 2008)
- Hemibrycon raqueliae (Román-Valencia & Arcila-Mesa, 2010)
- Hemibrycon santamartae (Román-Valencia, Ruiz-Calderón, García-Alzate & Taphorn, 2010)
- Hemibrycon surinamensis (Géry, 1962)
- Hemibrycon taeniurus (T. N. Gill, 1858)
- Hemibrycon tridens (C. H. Eigenmann, 1922)
- Hemibrycon velox (Dahl, 1964)
- Hemibrycon virolinica (Román-Valencia & Arcila-Mesa, 2010)
- Hemibrycon yacopiae (Román-Valencia & Arcila-Mesa, 2010)